# Catedral i esglésies d'Edjmiatsín i jaciment arqueològic de Zvartnots
La catedral i esglésies d'Edjmiatsín i jaciment arqueològic de Zvartnots formen un conjunt d'edificis d'Armènia que el 2000 foren afegits a la Llista de Patrimoni de la Humanitat. El componen els següents elements:
- a Vagharxapat:
  - catedral d'Edjmiatsín
  - església de Santa Gaianè
  - església de Santa Hripsimè
  - església de la Gota de Llum
- les ruïnes de Zvartnots

La catedral d'Edjmiatsín és la seu de l'Església Apostòlica Armènia i fou la primera església construïda a Armènia i, de fet, al món sencer. Precedeix la primera església de Roma per disset anys. L'edifici del segle iv és un exemple de l'arquitectura armènia d'estil antic.
A 5 km d'Edjmiatsín hi ha les ruïnes de Zvartnots, un jaciment arqueològic que abraça les restes d'una catedral bastida al segle vii.